# モニーキ・パボン
モニーキ・パボン（Monique Marinho Pavão、1986年10月31日 - ）は、ブラジルの女子バレーボール選手。ブラジル代表。

## 来歴
1986年、リオデジャネイロ出身。同じく代表でプレーするミシェリ・パボンは双子の妹。
2008年、ブラジル代表に初選出される。同年7月のパンアメリカンカップで代表デビューした。2013年より本格的に代表チームでプレーし、モントルーバレーマスターズ、ワールドグランプリ、グラチャンと出場したすべての大会で金メダルを獲得した。

## 球歴
- グラチャン - 2013年（金メダル）
- 南米選手権 - 2013年（金メダル）
- ワールドグランプリ - 2013年、2014年、2015年、2017年

## 所属クラブ
- Macaé Sports（2004-2007年）
- Unilever Vôlei（2007-2010年）
- Clube Desportivo Macaé Sports（2010-2011年）
- プライア・クルーベ（2011-2014年）
- Sesi-SP（2014-2015年）
- Sesc-RJ（2015-2019年）
- プライア・クルーベ（2019-2021年）
- Sesi-SP（2021-2023年）
- プライア・クルーベ（2023年-）